# Uccidere in silenzio
Pour plus de détails, voir Fiche technique et Distribution.
Uccidere in silenzio est un film dramatique italien réalisé par Giuseppe Rolando (it) et sorti en 1972.

## Synopsis
Valeria Corsini et Gianni Devoto, étudiants à Turin, sont un couple de fiancés insouciants. Lorsque Valeria découvre qu'elle est enceinte, Gianni lui conseille d'avorter, car elle n'a pas assez d'argent pour subvenir aux besoins d'une famille et parce qu'elle doit encore terminer son diplôme. La jeune fille réagit d'abord en se refermant sur elle-même, mais elle en parle ensuite à sa mère qui lui donne le même conseil que son petit ami et elle décide donc de prendre rendez-vous chez le médecin. Gianni, convaincu par Papy Devoto, réalise qu'il doit prendre ses responsabilités et rejoint Valeria, qui refuse l'opération.

## Fiche technique
- Titre original italien : Uccidere in silenzio[1]
- Réalisation : Giuseppe Rolando (it)
- Scenario : Giuseppe Rolando (it), Alberto Ardissone
- Photographie :	Gerardo Patrizi
- Montage : Antonio Siciliano (it)
- Musique : Stelvio Cipriani
- Décors et costumes : Vittorio Rossi
- Maquillage : Gianni Bollea
- Production : Alberto Ardissone, Primo Dreossi
- Société de production : D.B. Films, Rolfilm Produzione
- Société de distribution : Indipendenti Regionali (Italie)
- Pays de production :  Italie
- Langue originale : italien
- Format : Couleurs par Eastmancolor - Son mono - 35 mm
- Durée : 98 minutes
- Genre : Drame
- Dates de sortie :
  - Italie : 24 novembre 1972

## Distribution
- Ottavia Piccolo : Valeria Corsini
- Sylva Koscina : La mère de Valeria
- Gino Cervi : Grand-père Devoto
- Rodolfo Baldini : Gianni Devoto
- Gipo Farassino : Clochard
- Anna Bolens :
- Wilma D'Eusebio :
- Carla Mancini :